# 西欧の服飾 (13世紀)

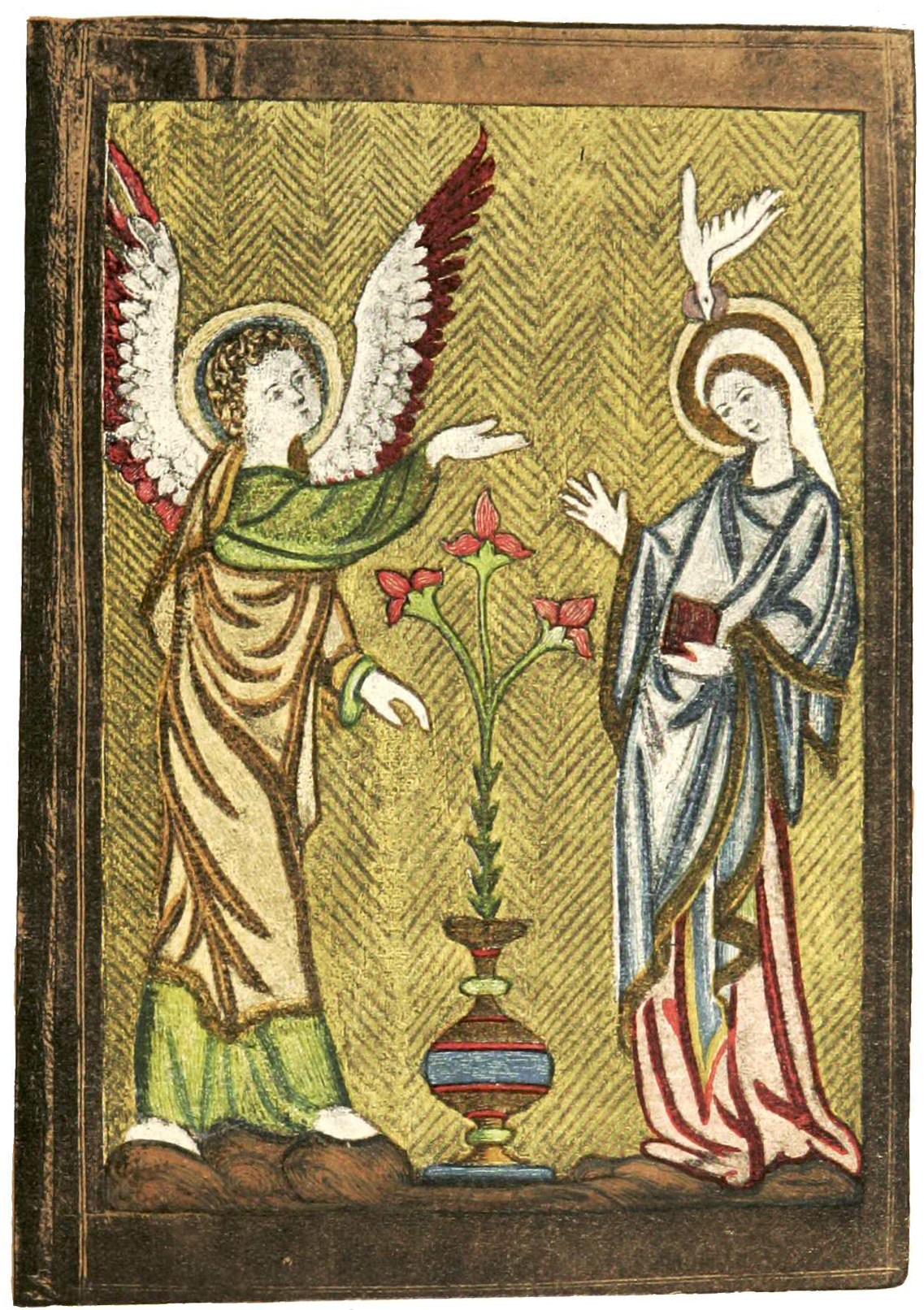
刺繍製本された"Felbrigge Psalter"（13世紀）の表表紙-当時の服飾の一端を示す

13世紀の西欧の服飾（13せいきのせいおうのふくしょく）では、13世紀のフランスを中心とする西ヨーロッパ地域の服装について説明する。

## 特徴
12世紀から始まる社会的分業の発達に伴い、手工業に専従する職人達が生まれ縫製などの技術も高くなった。職人たちは街道沿いや大きな教会の周辺などに移動して徒弟制度や同業職種同士の互助制度などを定めた同業組合を結成し、ギルドによる注文生産が始まった。
13世紀には、イングランド、ノルマンディ、ピカルディ、シャンパーニュなどで毛織物の生産が活発になり、リヨンでの絹織物の生産も始まる。金襴緞子や、タフタやサテンやビロード、クレープ・ド・ソワ（縮みのある薄絹）、キャメロ（カシミヤと絹の混織）などが服地として人気があった。また、このころ木綿が流通し始めており、木綿と亜麻の交織のフスティアン織なども登場している。
封建領主たちによるファッション意識の高まりにつれて毛皮の取引も活発になった。前時代から人気のあったテン類やリス類に加えて、アナグマ、兎、ジャコウネズミ、ジャコウネコ、ビーバー、仔ヒツジが衣服の襟周りや袖に付ける毛皮として求められた。高価な毛皮を使えない庶民も羊や山羊、猫などの毛皮を衣服の装飾に使った。ここに至って西ヨーロッパのファッション産業が本格的に産声を上げた。

## 男子の服装

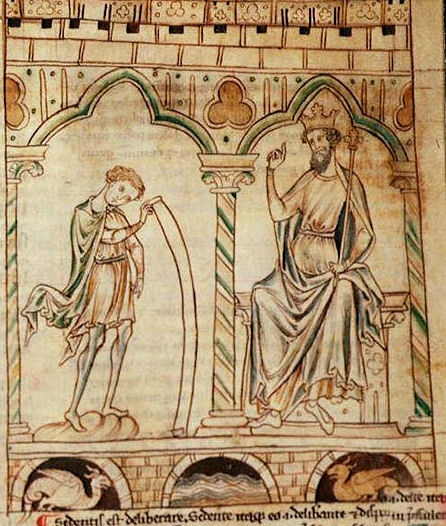
マントルとチュニック（1250年-1270年）

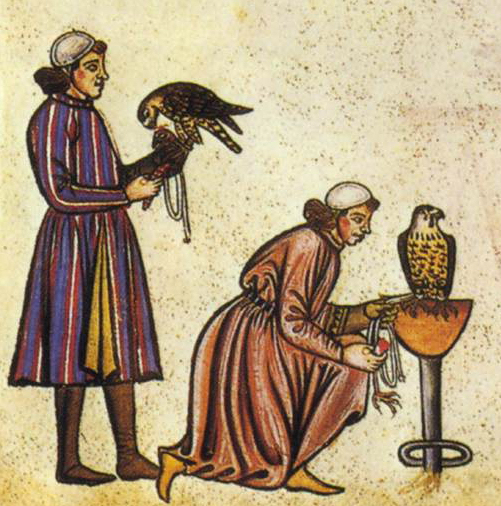
チュニックを着ている2人の鷹匠（1240年頃）

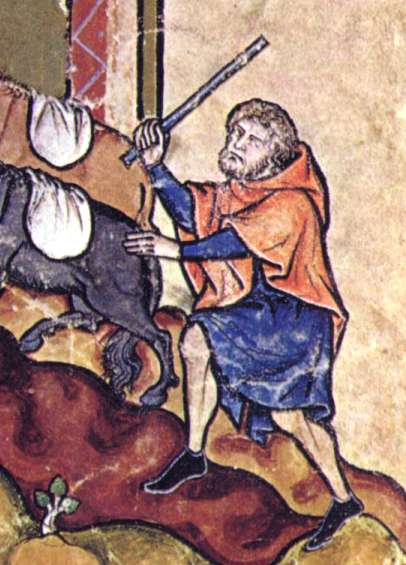
労働者の服装（フランス『Maciejowskiの聖書』より。1250年頃）

男子の服装はシュミーズ（肌着）、コットなどのチュニック（上衣）、ブレー（ズボン）、ショース（靴下）、シュールコー（外衣）、マントル（外套）によって、一揃いとなっていた。
コットはノルマン人の農民の着ていた細く狭い手首の詰まった袖をもつチュニックを原型とした衣装で、ゆるやかな袖のブリオーよりも活動に向いていた。袖は、テュルク騎兵が着るドーラーマンと呼ばれる外套を真似て、袖付けが腰のあたりまで開いていて肘から手首までが細く腕にぴったり縫われた「ドルマンスリーブ」という型であった。袖は腕の形にぴったり合うように着用後に腕に沿って縫われていた。
シュールコーは、「タバード」ともいって鎖帷子の上に重ねて着る陣羽織のようなものが日常着となった物で、襟周りなどに毛皮を付ける豪華な外衣となっていった袖なしのものと袖のついたものがあるが、袖のついたものでも袖の下に穴が空いていてハンギングスリーブになり、腕を通せるようになっていた。シュールコーは装飾的な意味が強い衣装だが、長く緩やかな袖とフードがついた茶色か黒のウールで作られた厚手のシュールコーは「ガルドコール」とも称して防寒具として、また雨具として用いられた。これに似ているが、フードが付かず細い長袖がつくものは「エスクラヴィーヌ」という。
シュールコーと同時期に使われた上着には、「シクラド」や「ローバ」がある。シクラドは西ゴート族から伝わった服で、シュールコーに似るが胴のところが区切られている。ローバはアジアから伝わった服で、袖がなく腰を締めずに着て、襟ぐりに刺繍がある。
基本の構成は前時代と全く変わらず、衣装がより多様さを増したほかには本質的な違いはない。ただし、装飾についてはイタリアで捺染が考案されて以来、さまざまな柄を楽しむようになっていた。戦場での識別のために陣羽織などに紋章を描くことはよく行われていたが、日常着にも紋章を散らすファッションが生まれる。

### 庶民
庶民は麻の肌着とブレーにウール製のチュニックを着ていた。農村部などではまだ手紡ぎ・手織りの自家製の生地を生産していたが、都市住民はフリースラント（現在の北ドイツ・オランダの北海沿岸地方）などで生産される安価な毛織物を買って衣服を仕立ていた。農村部では長いブレーかレギンスに、コットの上からゴネルというベルトを締めずに頭から被るゆるやかなチュニックを着ていることが多かった。革の脚伴型レギンスをつけたり、木靴か短靴をはいた。
日除けとして麦わら帽子や、コアフというぴったりしたアゴで結ぶ頭巾を被ったり、シャプロンという肩下程度の長さがある頭巾をかぶった。農作業の際には動きやすいように脇や正面にスリットを入れ、ブレーの裾に紐を付けて裾を引き上げていることも多かった。よく使われた色は青色で、ヨーロッパタイセイというアブラナの仲間からとった藍の色素で染めたものである。
都市部でも基本的な衣装は農民とは大きく変わらなかった。上流市民は盛んに貴族の服装を真似たが、テンやリスなどの毛皮を使うことは許されず猫の毛皮を使うようにと定められていた。上流市民の中でも法律家や医師といった知識人たちは、ローブ・ア・シュボシェという首を覆う踵丈のローブを身に着けていた。

### 上流階級
上流階級の間では上質な麻か薄絹製で袖と襟もとと裾に刺繍を施した肌着と、脛丈の麻のブレーにウールの長靴下状のショース、そして輸入品の上等な薄地の毛織物か絹を使ったコットと毛皮の縁がついたシュールコーが流行していた。毛皮はテンの毛皮が特に人気があり、生地はビロードが大変人気が高かったため需要にこたえるためにウールの模造品が作られていた。色彩としてはケルメスやコチニールという昆虫由来の色素で染めた鮮やかな赤色が最も人気があった。
ちょうどこのころ西欧にボタンが知られるようになったが、コットは脇で紐で締めて着用することが多く、衣服につけられるボタンの利用目的は主に装飾的な用法であった。こうしたボタンはかなり大きなくるみボタンで、刺繍で飾られていた。
上流階級は両肩に引っかけるように羽織る「パリウム」というマントを着ることが多かった。こうしたマントの前を止める金の飾り紐を「クエルダス」という。
靴は踵のあたりから舌が付いており、足の甲でボタン留めするタイプのものであった。革製で黒色が多かったが褐色や黄色などもあった。錦で作られることもあり、絵画には斜めの格子柄のものがよくみられる。
髪型は、耳下まで自然に伸ばしたもの、髪全体を2つに分けて毛先を鏝でS字に巻いたものや、前髪を短くして襟足まで徐々に長くしたものなどがある。

## 女子の服装

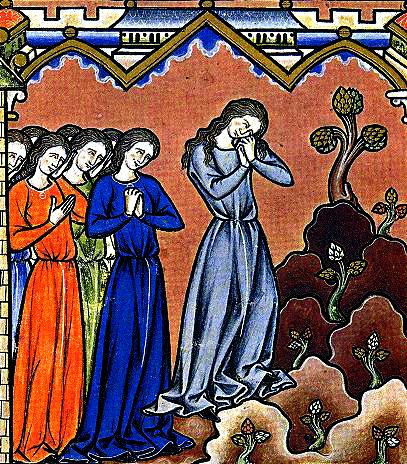
「エフタの娘の嘆き」にみえる若い女性のチュニックワンピース（『Maciejowskiの聖書』より。1250年頃）

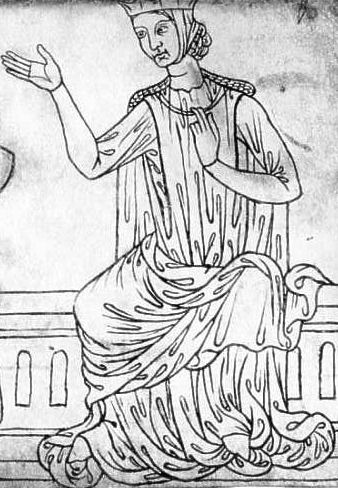
13世紀の婦人の服装（『Villard de Honnecourtのスケッチブック』より。1230年頃）

女子も男子同様コットと呼ばれるチュニックを着用していた。13世紀の時点ではまだ男性のものと大きな違いはないが、14世紀に入るころに腰を締めて裾を広げるように仕立てるようになっている。ブレーを穿かない以外は男性の衣装と大きな違いはなかった。
この時代の女性の衣服の特徴として、かぶり物の種類が非常に豊富になっていることがあげられる。また、「コルセ」という、現在のコルセットの語源となる衣装もこのころ着られるようになった。これは通常の衣服とあまり変わらない形だが、短い袖で腰を紐締めして細く作っていることが特徴であった。

### 庶民
麻のシュミーズ（肌着）の上に幅の狭い袖を持つ足首丈のウールのチュニックワンピースを着ていた。着脱がしやすいように衿は通常の丸衿ではなく、正面に切れ目が入ったキーネックにすることもあった。
頭はベールや頭巾で覆ったが、麦わら帽子をかぶったり、縁のない低い円筒形の帽子をかぶることもあった。このころ現れたかぶり物に「ウィンプル」といって、現在修道女が被る頭にかぶせるベール部分と耳下からアゴを覆う垂れ部分に別れたものがある。

### 上流階級
上質な麻か薄絹製で袖と襟もとと裾に刺繍を施した肌着と、脛丈の麻のブレーにウールの長靴下、そして輸入品の上等な薄地の毛織物か絹を使ったコットと毛皮の縁がついたシュールコーが流行している。完全に足を覆い床に引きずる丈の衣服が普通になっており、13世紀末にはボタンで取り外しできる引き裾が現れている。ブリオーは13世紀の初めまでコットと混在して使われていたようだが、徐々に消えていった。ブリオーのベルトが尻の上あたりというかなり低い位置でゆるやかに結び垂らされていたのに対して、コットのベルトは自然なウエストの辺りかハイウエストでしっかりと締められていた。また、動きやすいようにシュールコーの裾をからげてベルトに挟むこともあった。
「センダル」という糊づけをした亜麻布に刺繍や宝石飾りをつけて筒状にした帽子が流行している。このセンダルや刺繍を施したビロードでつくった円筒型帽には「バルブケーホ」という顎下で留める広いリボンがつく。また、13世紀の終わりごろ「クレスピン」という金属製のヘアネットも考案された。
髪型は既婚女性は髪を結いあげて覆い隠すのが決まりであった。未婚女性は従来の1本もしくは2本の三つ編みにしたお下げ髪も結われたが、垂らし髪が流行しており、当時の『騎士道物語』などの写本には金髪を長く垂らした姫君や乙女の姿が描かれる。

## ギャラリー（13世紀絵画にみる西欧の服飾）

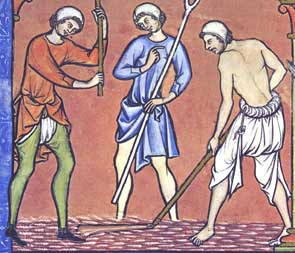
農民の作業着（1244年-1254年）-ブレーを着用して上半身をはだけた男性がいる
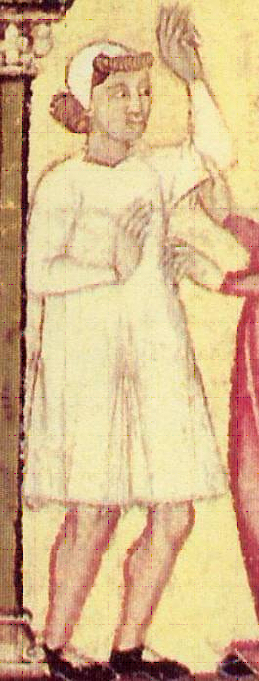
肌着を身につけた男性 -楽譜"Cantigas de Santa Maria"（13世紀）より
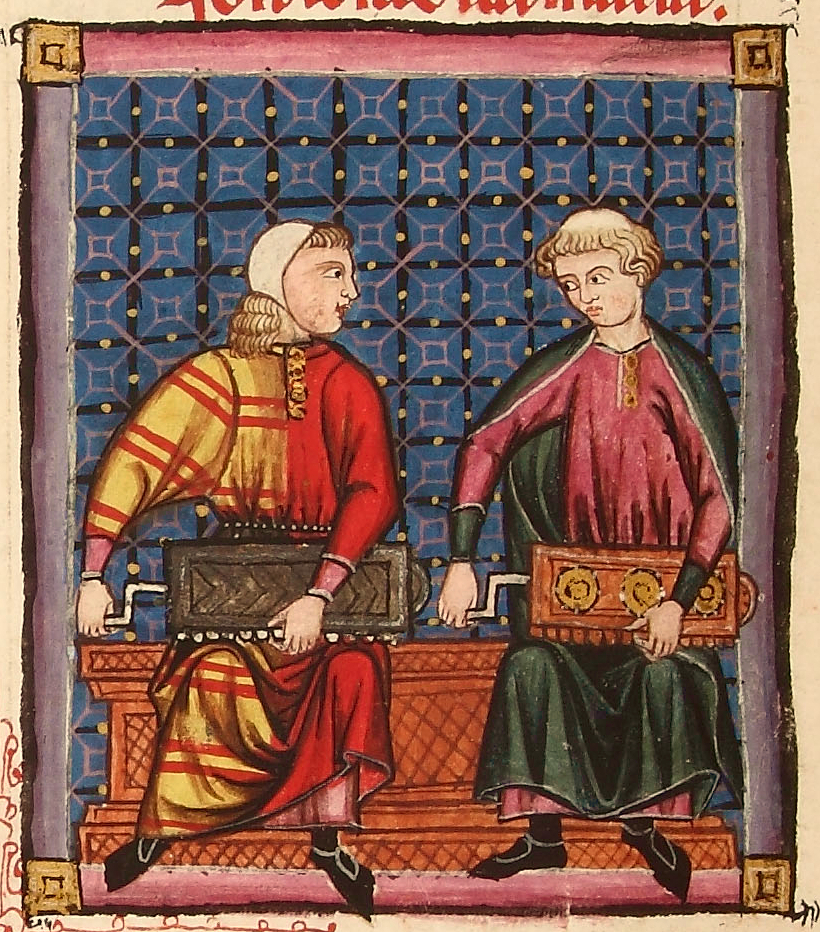
チュニック -楽譜"Cantigas de Santa Maria"より
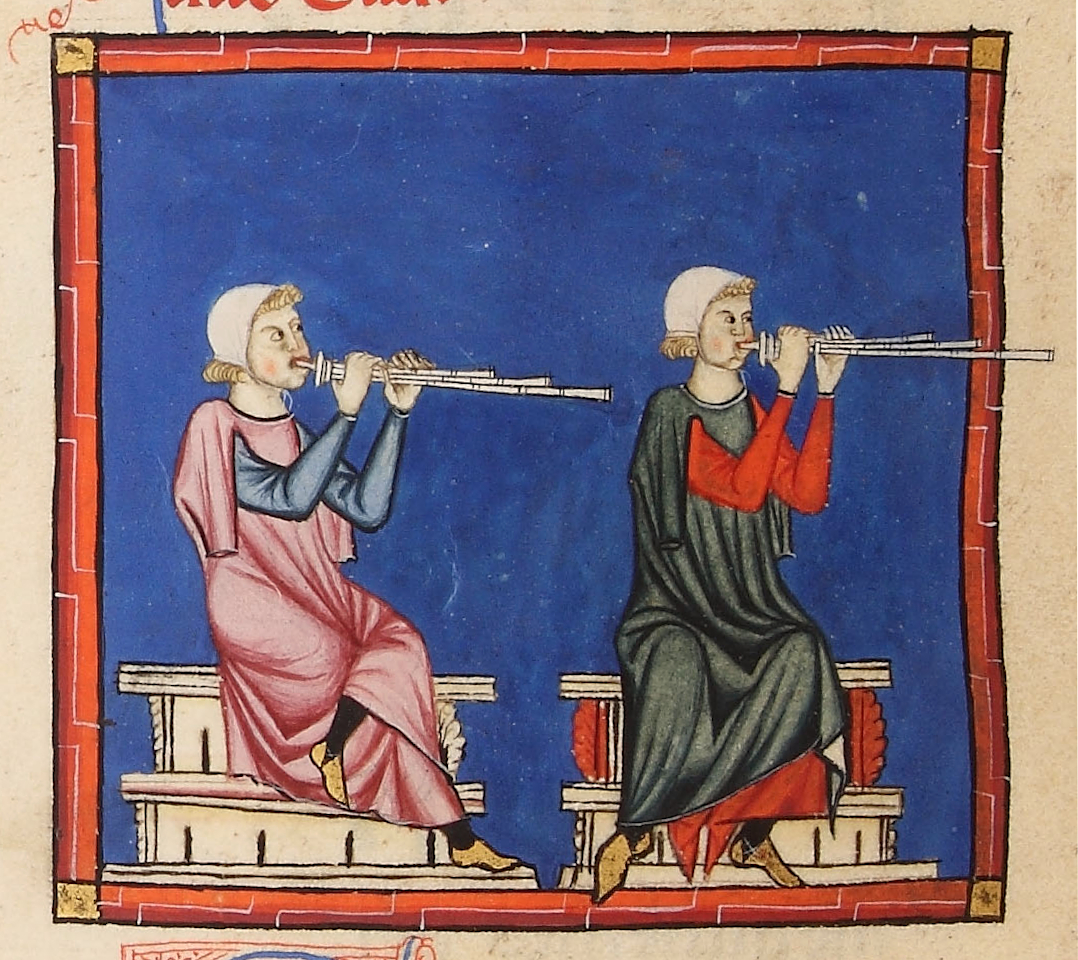
チュニックの袖をぶら下げて笛を吹く2人の男 -楽譜"Cantigas de Santa Maria"より
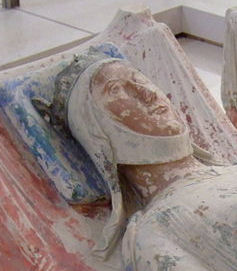
貴人女性の頭部-アリエノール・ダキテーヌの墓より（1204年）
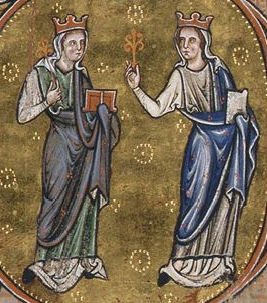
2人の女性-「慈悲」と「真実」を象徴か（1220年-1225年）
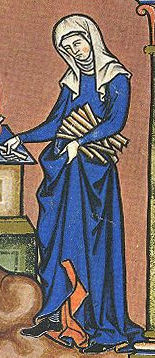
頭巾をかぶった女性-『Maciejowskiの聖書』より（1250年頃）
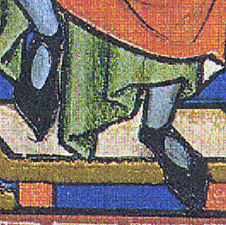
足の甲が開いている13世紀の靴（1250年頃）
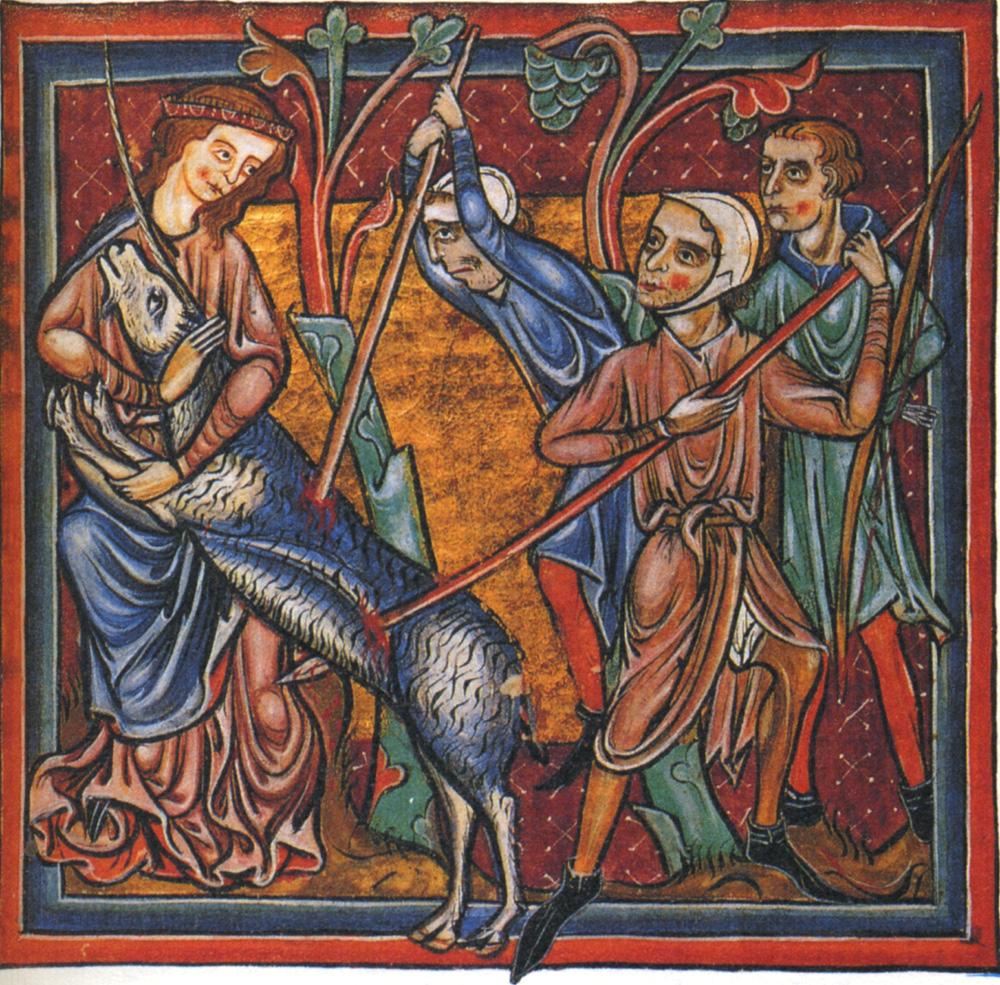
『アシュモル動物寓意譚』第14葉裏より（13世紀初頭）
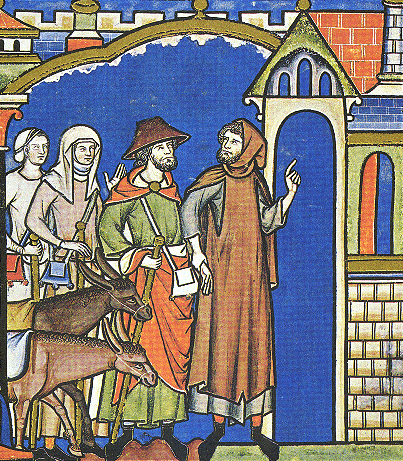
多様なチュニックや外套、ユダヤ帽やヴェールなどのかぶりもの-Anonymous『レビとその妻はギブアの町に宿をあたえられる』より（1250年頃）
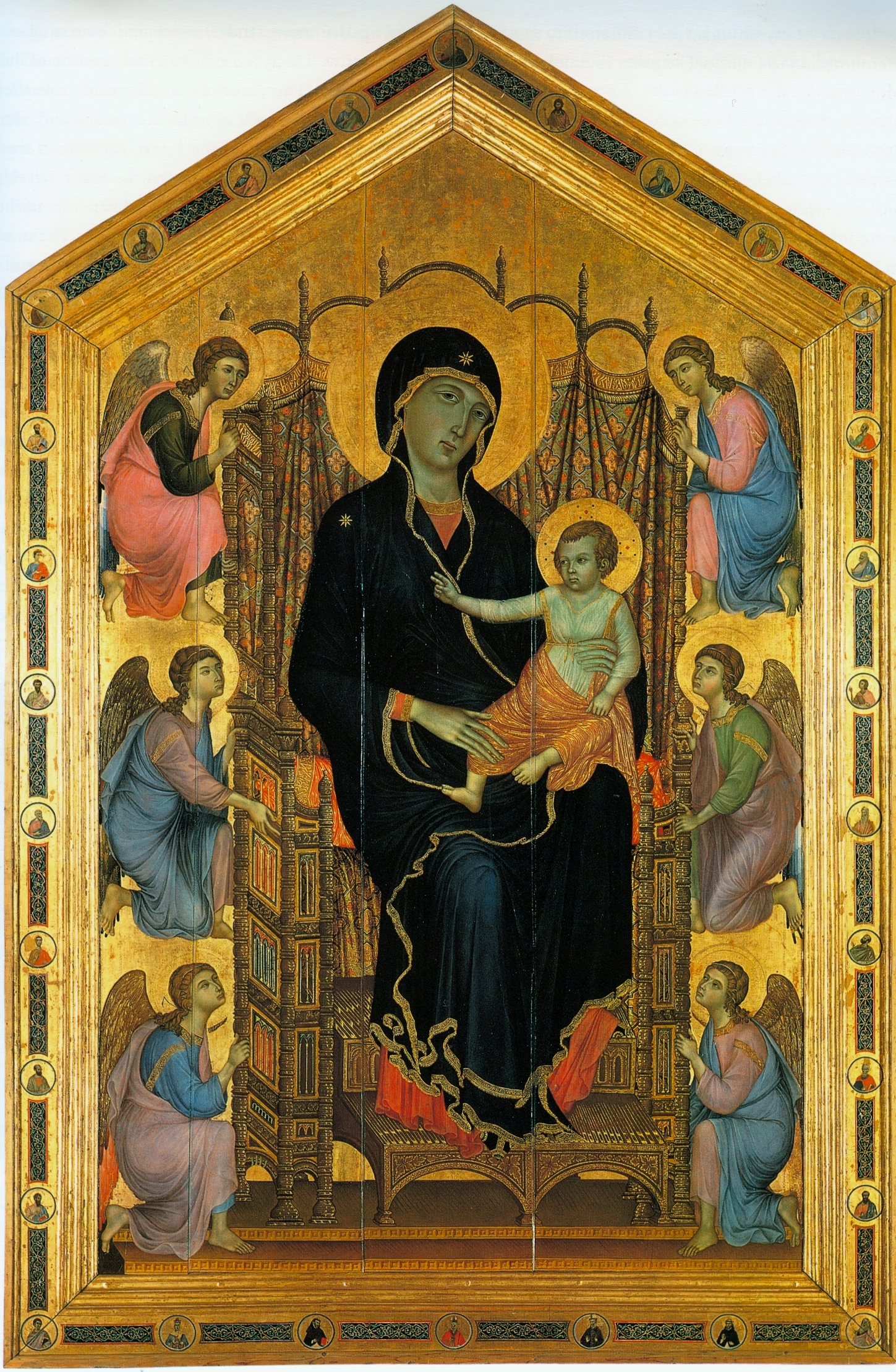
ドゥッチョ・ディ・ブオニンセーニャ『玉座の聖母子と六天使』（1285年頃） - ウフィツィ美術館
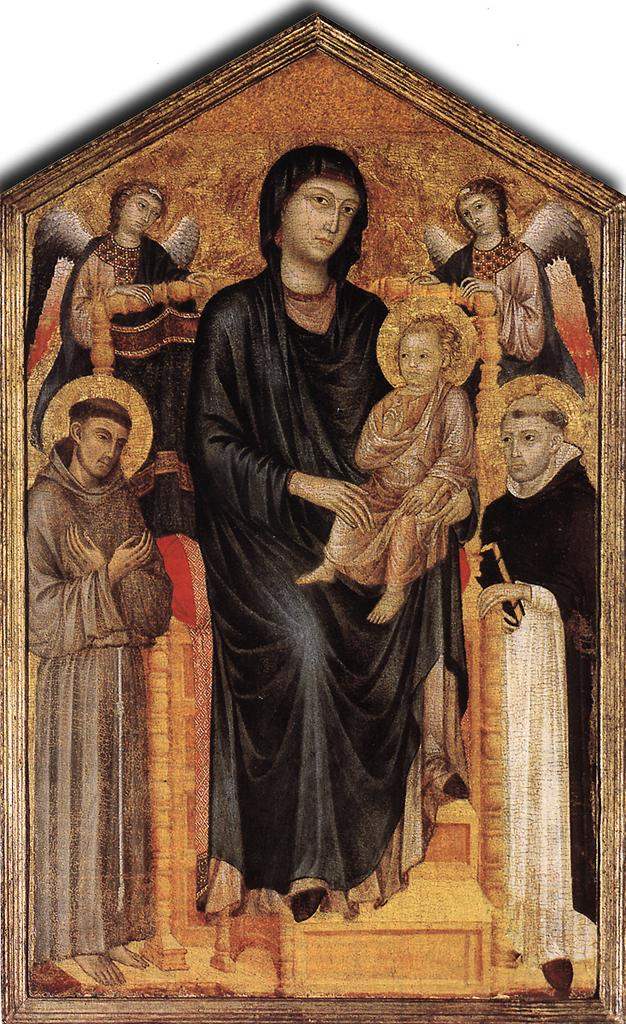
チマブーエ『聖母子、聖フランチェスコ、聖ドミニコと二天使』 -ウフィツィ美術館
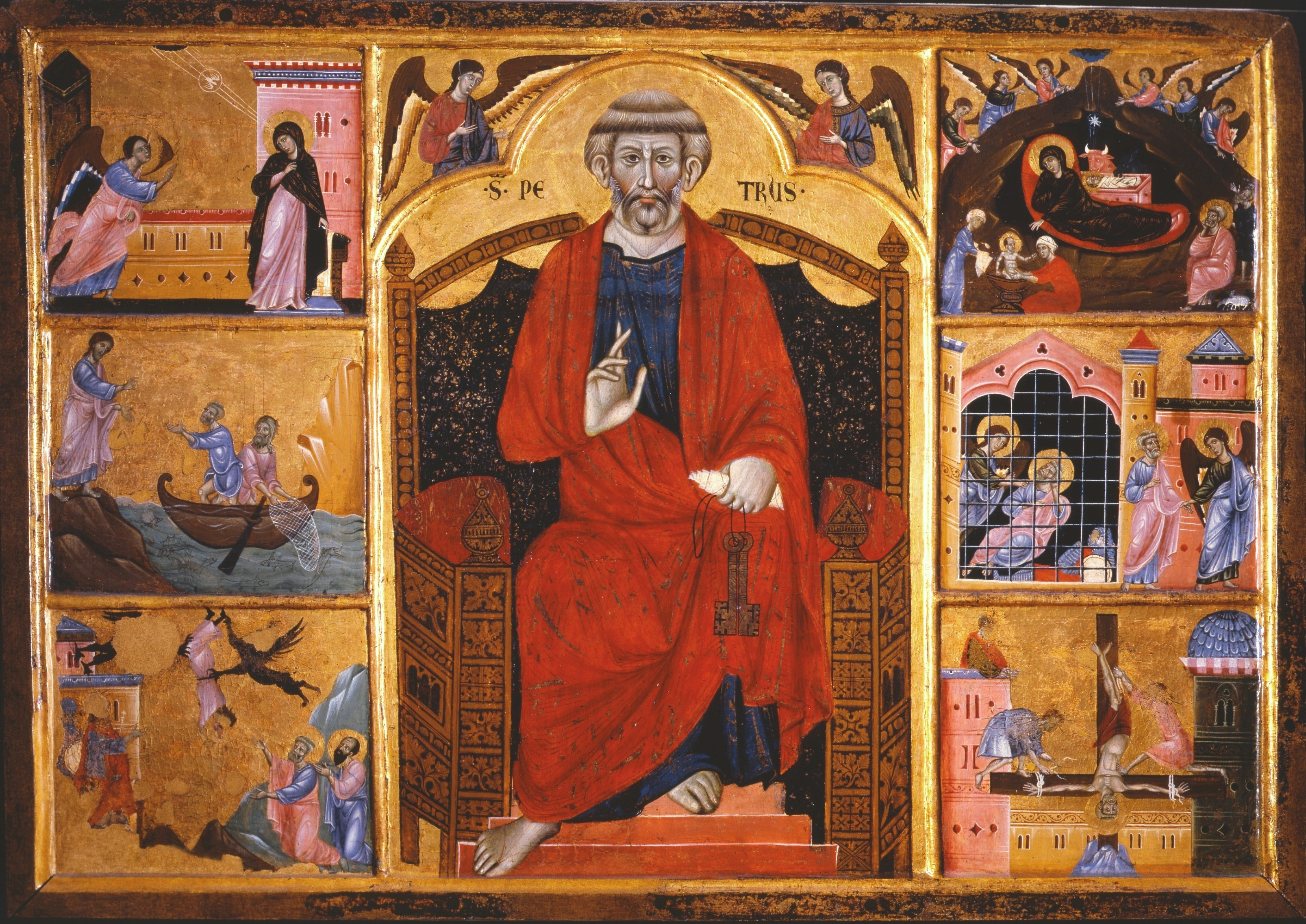
ギド・ディ・グラッツィアーノ『ペテロ』（13世紀） -シエナ国立美術館
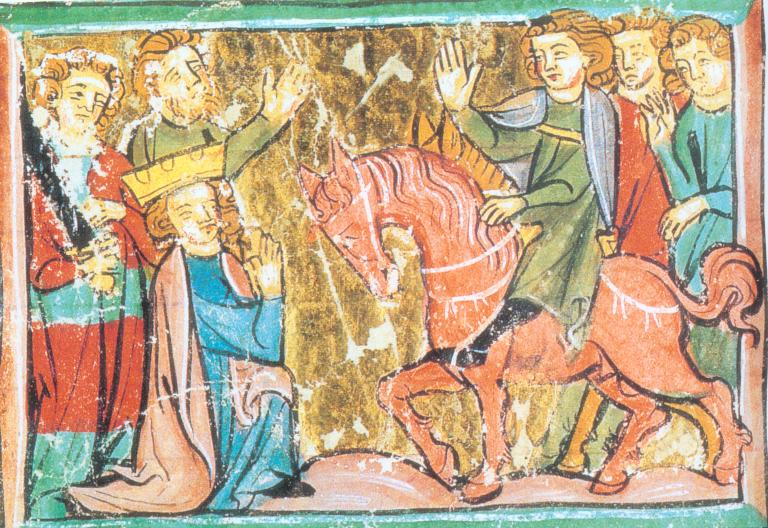
「皇帝バルバロッサにひざまずくザクセン公ハインリヒ獅子公」（13世紀後半）